# Филозофски факултет Свеучилишта у Загребу
Филозофски факултет у Загребу, високошколска наставно-научна установа за хуманистичке и друштвене науке у оквиру Свеучилишта у Загребу.

## Историјат
Историја Филозофског факултета почиње од 23. септембра 1669. године када се дипломом римскога цара и угарско-хрватскога краља Леополда I признају статус и повластице универзитетске установе тадашњој исусовачкој Академији у слободном краљевском граду Загребу.
Од 1692. године Филозофски студиј у Загребу започиње и формално-правно дјеловати као Neoacademia Zagrabiensis, јавноправна високошколска установа. Академија остаје у рукама исусоваца више од једног вијека, до године 1773, када папа Климент XIV распушта исусовачки ред. Године 1776, царица и краљица Марија Терезија декретом оснива Краљевску академију знаности (Regia scientiarum academia) с три студија или факултета: Филозофским, Богословним и Правним.

### Савремено доба
Од 1961. године Филозофски је факултет смјештен у згради површине 15.616 м² на адреси Ивана Лучића 3. Академске године 2002./2003., умјесто класификационих испита за сваки студиј појединачно, на иницијативу је тадашњега декана др сц Невена Будака уведен јединствени класификациони испит који се састојао од четири теста: теста апстрактног мишљења, теста опште културе, теста језичне културе и теста опште обавјештености (који је тада проведен први и посљедњи пут). Академске године 2005./2006. до тада слободни студији португалског, румунског и шведског језика и књижевности почињу се студирати као пуноправни преддипломски студији, док се четверогодишњи додипломски студији престају изводити у складу с увођењем болоњскога процеса. Наредне академске године покреће се и интердициплинарни докторски студиј медиевистике, који покрива подручја археологије, дипломатике, егдотике и хронологије, компаративне књижевности, кроатистике - старословенског језика и хрватског глагољаштва, латинског језика (класичне филологије), палеографије (латинске и глагољске), историје, историје умјетности и романистике.
Факултет данас организује 42 преддипломска (32 двопредметна и десет једнопредметних) те 33 дипломска студија (4 једнопредметна и 29 двопредметних). Осим њих, изводе се и слободни студији јапанологије и синологије након којих се стиче одговарајући сертификат.

## Одсјеци и катедре
Филозофски факултет организује једнопредметне и двопредметне студије наставничког и ненаставничког смјера који се изводе у оквиру 23 одсека и 108 катедри. Изузев студија психологије, који је искључиво једнопредметни, остали се студији могу неограничено међусобно комбиновати.
- Одсјек за англистику
  - Катедра за скандинавистику
- Одсјек за археологију
- Одсјек за етнологију и културну антропологију
- Одсјек за филозофију
- Одсјек за фонетику
- Одсјек за германистику
- Одсјек за информационе и комуникационе науке
- Одсјек за источнословенске језике и књижевности
- Одсјек за јужнословенске језике и књижевности
- Одсјек за класичну филологију
- Одсјек за компаративну књижевност
- Одсјек за кроатистику
- Одсјек за лингвистику
- Одсјек за индологију и далекоисточне студије
  - Катедра за индологију
  - Катедра за јапанологију
  - Катедра за синологију
- Одсјек за педагогију
- Одсјек за историју
- Одсјек за историју умјетности
- Одсјек за психологију
- Одсјек за романистику
- Одсјек за социологију
- Одсјек за италијанистику
- Одсјек за туркологију
  - Катедра за туркологију
  - Катедра за хунгарологију
- Одсјек за западнословенске језике и књижевности
- Катедра за антропологију
- Катедра за тјелесну и здравствену културу

## Студентске удруге
На Филозофском факултету дјелује низ студентских удруга и клубова. Већина је окупљена у Савез студентских удруга Филозофскога факултета (ССУФФ).

## Алумни
Удруга бивших студената Филозофског факултета Алумни, чији је предсједник декан Филозофскога факултета др. сц. Дамир Борас, основана је с циљем промицања струке те повезивања бивших студената и самога Факултета с другим домаћим и страним установама.